# 安賛駅
安賛駅（アンチャンえき、朝鮮語: 안찬역）は朝鮮民主主義人民共和国慈江道時中郡にある駅で、満浦線に属する。 

## 隣の駅
満浦線
双富駅 - 安賛駅 - 時中駅